# Säters kommun
Säter kommune ligger i det svenske län Dalarnas län i Dalarna. Kommunens administrationscenter ligger i byen Säter.
Kommunens største sø er Ljustern ved hovedbyen Säter, men der findes mange mindre søer.
Et antal mindre bjerge findes i kommunen, med Bispbergs klack som det mest markante.

## Byer og landsbyer
Indbyggertal pr. 31. december 2005.
| #  | By                  | Indbyggere |
| -- | ------------------- | ---------- |
| 1. | Säter               | 4 438      |
| 2. | Naglarby og Enbacka | 1 005      |
| 3. | Mora                | 797        |
| 4. | Solvarbo            | 332        |